# 보호령
두 개의 국가가 보호조약을 체결하여 한 편의 나라가 다른 편의 나라를 외부의 공격으로부터 보호할 의무를 지며 그 대상으로서 후자의 외교관계를 지배하에 두고 그 주권의 일부를 행사하는 경우에 양자를 보호관계라고 하며 보호를 하는 영토를 보호령(保護領, protectorate) 보호를 하는 국가를 보호국(保護國, protected state)이라고 한다. 근세 이래 유럽 제국 및 제국주의 국가가 후진국을 지배할 때 쓴 통치 형태이다. 예를 들면 과거 부탄은 영국의 보호국이었으나, 현재 인도의 보호국이다.

## 네덜란드
- 아루바, 퀴라소, 신트마르턴 (현재 네덜란드 왕국의 구성국으로 속한다.)

## 일본
- 대한제국 (1905년 ~ 1910년)
- 만주국 (1932년 ~ 1945년)
- 지둥 방공자치정부 (1935 ~ 1938)
- 몽강연합자치정부 (1939 ~ 1945)
- 왕징웨이 정권 (1940 ~ 1945)
- 필리핀 제2공화국 (1941 ~1946)
- 버마국 (1941 ~ 1945)
- 자유 인도 임시 정부 (1943 ~1945)
- 캄보디아 왕국 (1941 ~ 1945)
- 타이 왕국 (1942 ~ 1945)
- 베트남 왕국 (1945)

## 같이 보기
- 종속국
- 보스니아 헤르체고비나의 고위대표
- 위임통치령
- 도호부
- 조공